# Charles Petzold

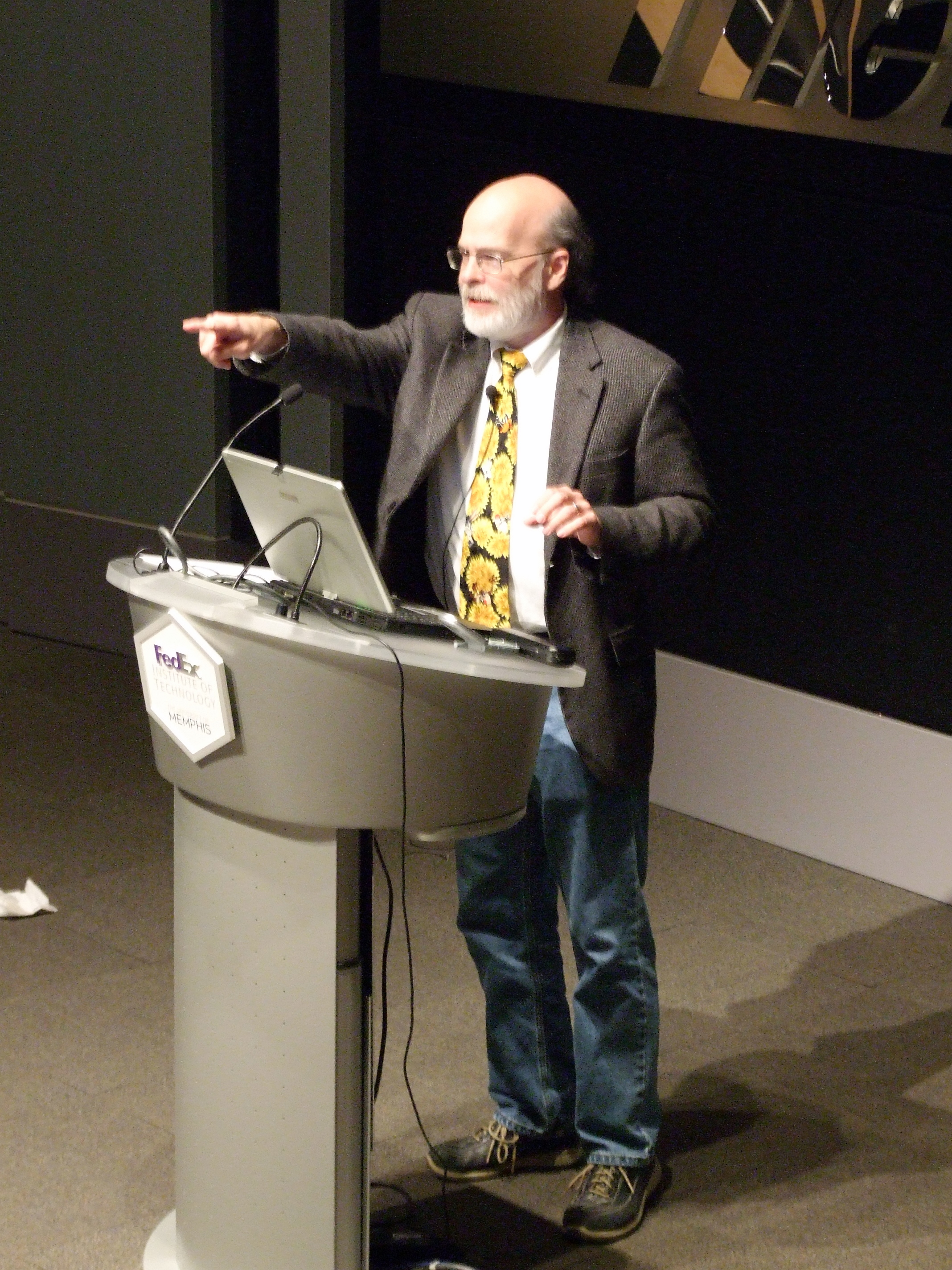
Charles Petzold

Charles Petzold (* 2. Februar 1953 in New Brunswick, New Jersey, USA) ist ein US-amerikanischer Programmierer und Autor zahlreicher Bücher zu verschiedenen Themen der Programmierung unter Microsoft Windows.

## Leben
Im Jahre 1975 erwarb Petzold den Master of Science in Mathematik am Stevens Institute of Technology.
Aus Interesse an elektronischer Musik baute er ab 1977 eigene Musikinstrumente aus CMOS-Elektronikbausteinen. 1979 fing er schließlich an, einen digitalen Synthesizer auf Basis des Mikroprozessors Zilog Z80 zu entwickeln. Das dadurch erlangte Wissen in Digitaltechnik und Assemblersprache legte den Grundstein für sein Buch Code: The Hidden Language of Computer Hardware and Software.
Nachdem er 1984 einen IBM Personal Computer für 5.000 $ gekauft hatte, beschloss er – zur Kompensation des hohen Anschaffungspreises des Computers – Artikel für die Fachzeitschrift PC Magazine zu schreiben. Der erste Artikel handelte vom Kommandointerpreter des Betriebssystems MS-DOS und wurde mit 800 $ vergütet.
Das PC Magazine bat wenig später seine New Yorker Autoren, an einer Rundschau über die 1984 am Markt erhältlichen Drucker mitzuwirken. Petzold zeigte der Redaktion ein paar kleine Programme, die er zu dem Thema geschrieben hatte. Die Resonanz auf seine Mitarbeit war so gut, dass er das Schreiben von Fachartikeln und Entwickeln von Hilfsprogrammen bald hauptberuflich ausüben konnte.
Ab Dezember 1986 schrieb er auch für das neu gegründete Microsoft Systems Journal eine Anleitung zum Erstellen eines Windows-Programms, die als erster Fachartikel über Windows-Programmierung überhaupt gilt. Petzold erwähnte in Anwesenheit von Microsoft-Mitarbeitern mehrfach, dass ihm das Thema viel Freude bereitet habe. Im Januar 1987 erhielt er daraufhin vom Verlag Microsoft Press seinen Vertrag für das Buch Programming Windows, in der deutschen Übersetzung Windows-Programmierung. Es erschien 1988 und gilt seitdem als Standardwerk zur Windows-Programmierschnittstelle, in Fachkreisen wird es schlicht als der Petzold referenziert.

## Bibliographie
- Programming Windows (Microsoft Press, 1988)
- Teile der MS-DOS Encyclopedia (Microsoft Press, 1988)
- Programming the OS/2 Presentation Manager (Microsoft Press, 1989)
- Teile des Buches Extending DOS (Addison-Wesley, 1990)
- Programming Windows: The Microsoft Guide to Writing Applications for Windows 3 (2nd edition, Microsoft Press, 1990)
- Programming Windows: The Microsoft Guide to Writing Applications for Windows 3.1 (3rd edition, Microsoft Press, 1992)
- OS/2 Presentation Manager Programming (Ziff-Davis Press, 1994)
- Programming Windows 95 (4th edition, Microsoft Press, 1996)
- Programming Windows (5th edition, Microsoft Press, 1998)
- Code: The Hidden Language of Computer Hardware and Software (Microsoft Press, 1999)
- Programming Microsoft Windows with C# (Microsoft Press, 2001)
- Programming Microsoft Windows with Microsoft Visual Basic .NET (Microsoft Press, 2002)
- Programming in the Key of C# (Microsoft Press, 2003)
- Programming Microsoft Windows Forms (Microsoft Press, 2005)
- Applications = Code + Markup: A Guide to the Microsoft Windows Presentation Foundation (Microsoft Press, 2006)
- 3D Programming for Windows – Three-Dimensional Graphics Programming for the Windows Presentation Foundation (Microsoft Press, 2007)
- The Annotated Turing: A Guided Tour through Alan Turing's Historic Paper on Computability and the Turing Machine (Wiley, 2008)
- Programming Windows Phone 7 – Microsoft Silverlight Edition (Microsoft Press, 2011)
- Programming Windows Phone 7 – Microsoft XNA Framework Edition (Microsoft Press, 2011)
- Programming Windows, Sixth Edition – Writing Windows 8 Apps with C# and XAML (Microsoft Press, 2013)

Außerdem war und ist er für verschiedene Fachzeitschriften als Gastautor tätig, darunter das PC Magazine und das MSDN-Magazine.

## Verschiedenes
- Petzold trägt das Microsoft-Windows-Logo als Tätowierung auf dem rechten Oberarm.
- Er wurde von Microsoft als Most Valuable Professional und als einer von sieben „Windows-Pionieren“ ausgezeichnet.
- Bei einem Programmierwettbewerb unter dem Motto „Storm the Gates“ während einer Presseveranstaltung zur Einführung von QuickBASIC 2.0 im Jahre 1986 belegte Petzold den zweiten Platz hinter Bill Gates. Aufgabenstellung war eine Multitasking-Simulation unter MS-DOS. Gates setzte QuickBASIC 2.0 ein, während die übrigen Teilnehmer ihre Programmiersprache frei wählen konnten. Gates gewann, weil QuickBASIC eine Grafikbibliothek enthielt und damit für die Aufgabenstellung dem von Petzold verwendeten Microsoft C überlegen war.